# Buddleja dysophylla
Buddleja dysophylla är en flenörtsväxtart som först beskrevs av George Bentham, och fick sitt nu gällande namn av Henry Phillips. Buddleja dysophylla ingår i släktet buddlejor, och familjen flenörtsväxter. Inga underarter finns listade i Catalogue of Life.

## Bildgalleri

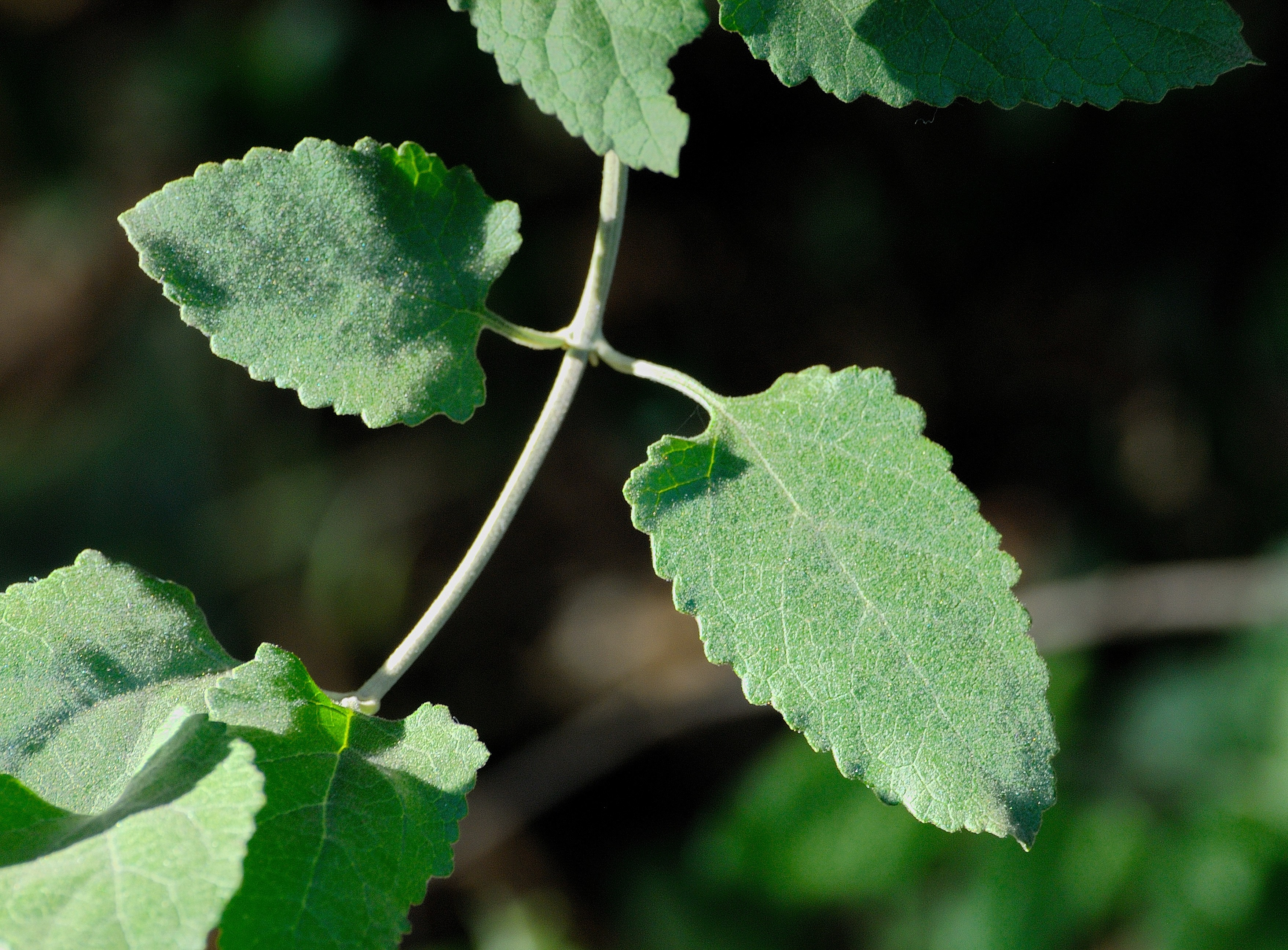
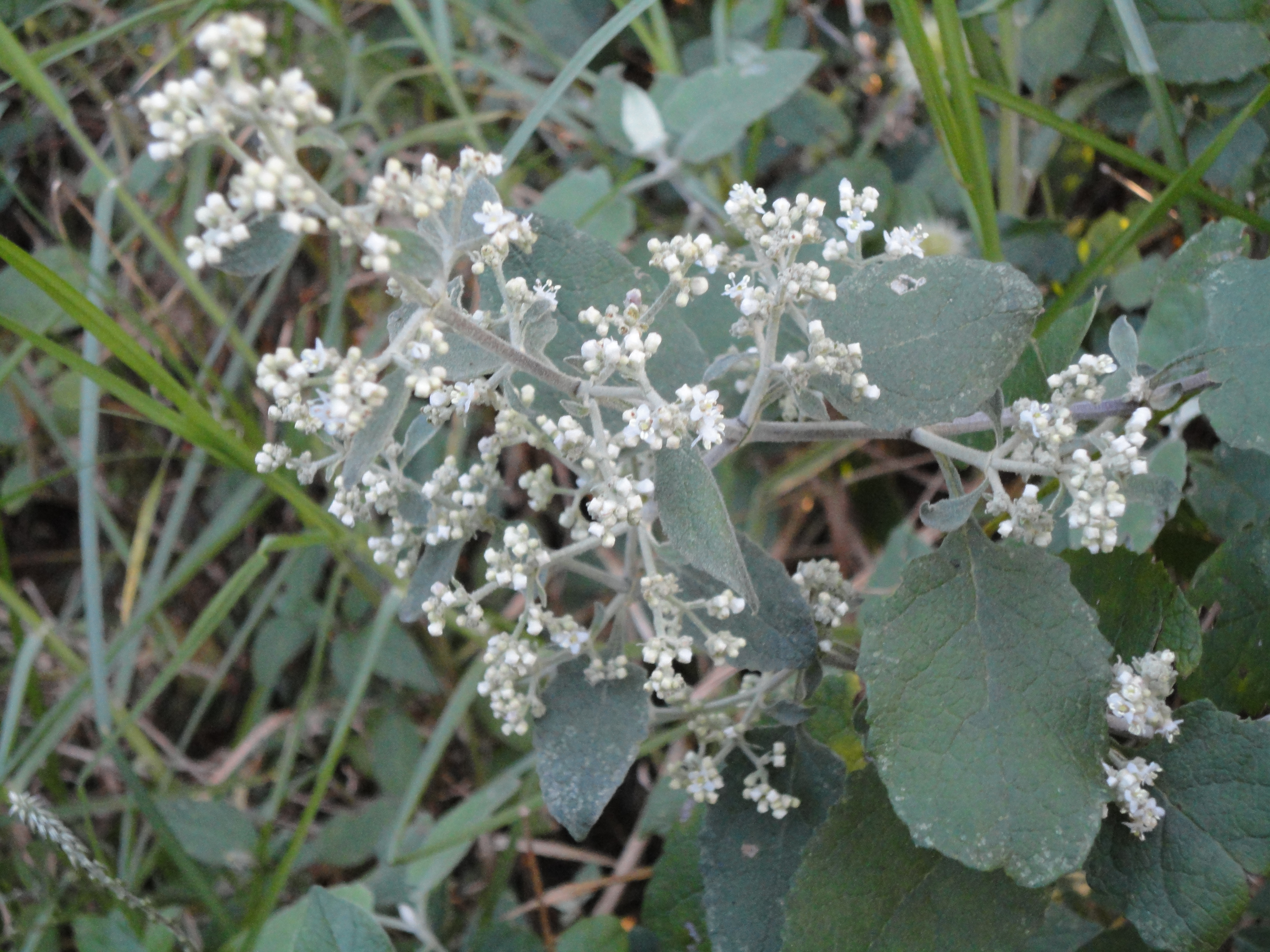
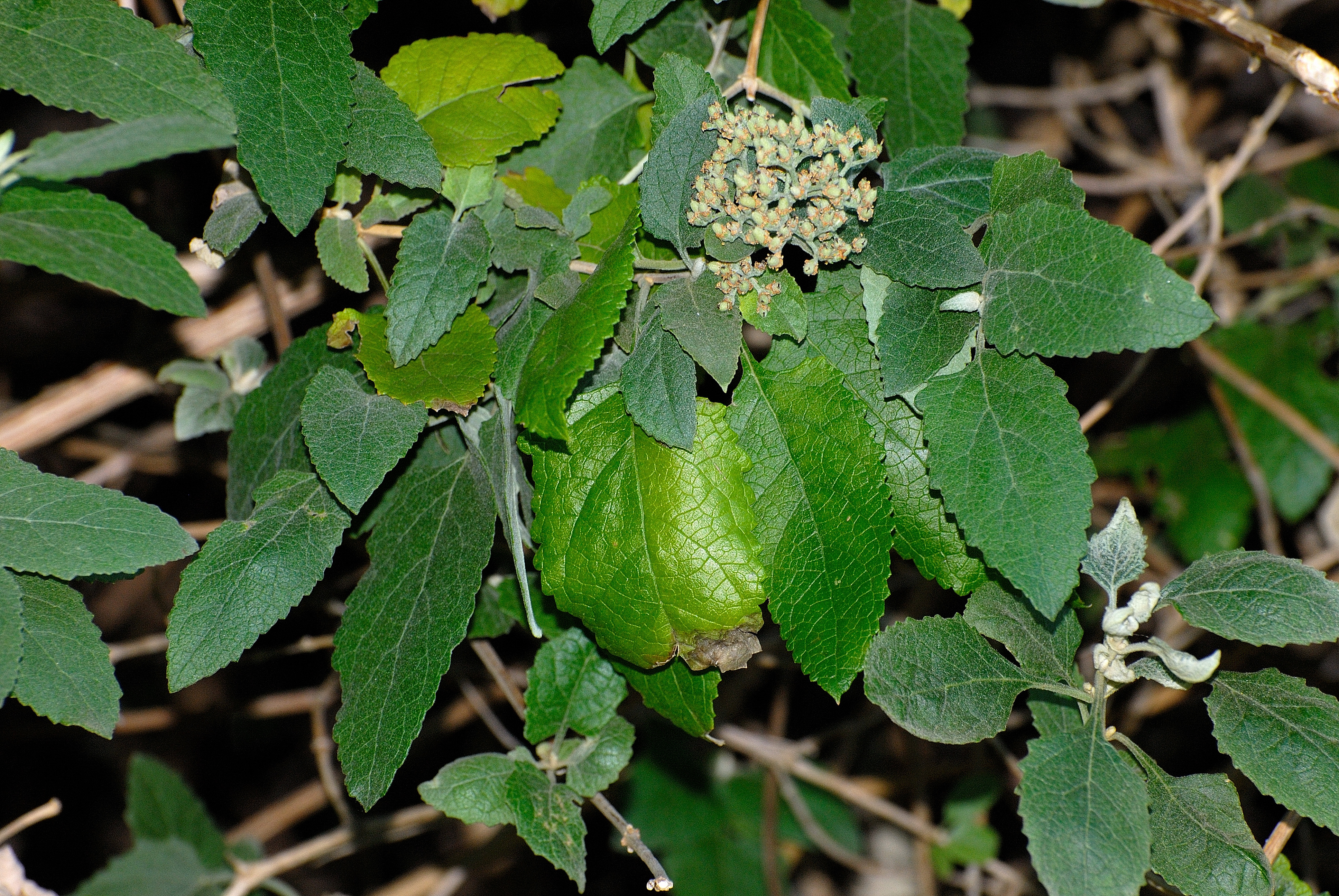